# زارو
تلویزیون زارو (به کردی: زارۆ تیڤی) - (به انگلیسی: Zaro Tv) یک شبکه تلویزیونی کردی است در کردستان عراق مرکزش در شهر اربیل است.